# San Anselmo
San Anselmo és una població dels Estats Units a l'estat de Califòrnia. Segons el cens del 2000 tenia 12.378 habitants.

## Demografia
Segons el cens del 2000, San Anselmo tenia 12.378 habitants, 5.267 habitatges, i 3.191 famílies. La densitat de població era de 1.737,9 habitants/km².
Dels 5.267 habitatges en un 30,2% hi vivien nens de menys de 18 anys, en un 48,5% hi vivien parelles casades, en un 8,7% dones solteres, i en un 39,4% no eren unitats familiars. En el 28,7% dels habitatges hi vivien persones soles el 7,3% de les quals corresponia a persones de 65 anys o més que vivien soles. El nombre mitjà de persones vivint en cada habitatge era de 2,3 i el nombre mitjà de persones que vivien en cada família era de 2,84.
Per edats la població es repartia de la següent manera: un 21,8% tenia menys de 18 anys, un 4,4% entre 18 i 24, un 31,4% entre 25 i 44, un 31,1% de 45 a 60 i un 11,3% 65 anys o més.
L'edat mitjana era de 41 anys. Per cada 100 dones de 18 o més anys hi havia 85,4 homes.
La renda mitjana per habitatge era de 71.488 $ i la renda mitjana per família de 86.528 $. Els homes tenien una renda mitjana de 61.172 $ mentre que les dones 47.170 $. La renda per capita de la població era de 41.977 $. Entorn del 2,5% de les famílies i el 5,1% de la població estaven per davall del llindar de pobresa.

## Poblacions més properes
El següent diagrama mostra les poblacions més properes.